# Ocyurus
Ocyurus is een monotypisch geslacht van straalvinnige vissen uit de familie van snappers (Lutjanidae). Het geslacht is voor het eerst wetenschappelijk beschreven in 1862 door Gill.

## Soort
- Ocyurus chrysurus (Bloch, 1791)